# Oncideres argentata
Oncideres argentata är en skalbaggsart som beskrevs av Dillon 1946. Oncideres argentata ingår i släktet Oncideres och familjen långhorningar.
Artens utbredningsområde är Panama. Inga underarter finns listade i Catalogue of Life.